# Елизабета I Тјудор
Елизабета I Тјудор (енгл. Elizabeth I Tudor; Гринич, 7. септембар 1533 — Лондон, 24. март 1603) била је краљица Енглеске и краљица Ирске, од 17. новембра 1558. до своје смрти. Понекад називана Краљица Девица (Virgin Queen) и Добра Краљица Бес, била је пети, и последњи, владар из династије Тјудора, наследивши своју полусестру, краљицу Марију I. Владала је у периоду великих верских превирања. Након кратке владавине полубрата Едварда VI и полусестре Марије, чији се начин управљања земљом разликовао у сваком погледу, њено 44-годишње краљевање доводи до пораста енглеске моћи и утицаја у свету. У тренутку када је дошла на трон, примери двеју претходних жена које су владале Енглеском нису обећавали мирну и успешну владавину нове краљице. Чак и они који су је подржавали надали су се да ће се удати и власт препустити мужу, али Елизабета је имала друге планове. Она је једном заувек вратила Енглеску протестантизму. За време њене владавине је порасла економска моћ Енглеске, цветала наука, филозофија и култура, започела је колонизација Северне Америке и оснива се Британска источноиндијска компанија.
Елизабета је била плаховит и понекад неодлучан владар. Ова друга особина, која је њене саветнике чинила нервозним, често је спашавала од лоших политичких и брачних одлука. Као и њен отац, Хенри VIII, била је писац и песник. Доделила је краљевске привилегије неколиким организацијама, укључујући Тринити колеџ у Даблину и Британској источноиндијској компанији.
Елизабетина владавина назива се Елизабетанском ером или Златним добом и окарактерисана је многим променама у енглеској култури. Вилијам Шекспир, Кристофер Марлоу и Бен Џонсон стварали су за време ове ере. Френсис Дрејк постао је први Енглез који је обишао Земљу, Френсис Бекон је објавио своја филозофска и политичка гледишта.
Краљица је била скромна у дељењу почасти и одликовања. Само девет племићких почасти - једно војводство и седам баронија енглеском, и једна баронија ирском племству - додељено је за време Елизабетине владавине. Елизабета је, такође, смањила број личних саветника са 38 на 19, и касније на 14.

## Младост

### Детињство
Била је прво и једино преживело дете Ане Болен и енглеског краља Хенрија VIII. Рођена је мало раније него што је очекивано, 7. септембра 1533. године у палати Плацентиа у Гриничу, између три и четири сата послеподне. Њен отац је порекао врховност папе, одвојио Енглеску цркву од римског католицизма и основао Англиканску цркву, а све да би се оженио њеном мајком и са њом добио наследника. Дворски астролози и лекари предвиђали су рођење мушког детета, али рођена је девојчица и именована по својој баби, Елизабети од Јорка.
У тренутку свог рођења Елизабета је била једина службена наследница енглеске круне, будући да је њена старија полусестра Марија, из Хенријевог поништеног брака са Катарином Арагонском, сматрана ванбрачним дететом. Ана се бојала да ће Марија представљати претњу Елизабетиној позицији наследнице. Хенри је зато отпустио све слуге леди Марије и послао је у замак Хетфилд, где је заједно са осталом послугом дворила своју двадесет година млађу полусестру. Ана је била брижна мајка која је често посећивала своју кћерку и притом се редовно сукобљавала са пасторком. Ана је гурала Елизабету испред Марије када год је то било могуће и тихо је охрабривала Хенрија да фаворизује Елизабету, јер је то био једини начин да се она сама одржи на двору. Огорчена Марија је касније била јако хладна према сестри током њене адолесценције.
Неколико каснијих трудноћа Елизабетине мајке завршило се или побачајем или рођењем мртворођених синова, што је Хенрија подсетило на његов неуспели брак са Катарином. Хенри је упркос свему силно желео сина који би осигурао континуитет династије Тјудор. Како је Елизабета била једино преживело дете које је Ана Болен родила Хенрију, убрзо је доспела у краљеву немилост. Хенри је сву своју пажњу почео посвећивати Џејн Симор, а како је са њом желео да добије законитог сина морао је поништити свој брак са Аном. Стога је Елизабетина мајка 1536. године била оптужена за вештичарење, прељубу и инцест са братом, те је осуђена и погубљена одрубљивањем главе 19. маја исте године. Њен брак са Хенријем је поништен, а тада трогодишња Елизабета проглашена ванбрачном кћерком и избачена из наследне линије.
Хенри се само дан по Анином погубљењу оженио њеном дворјанком Џејн Симор. Џејн је Хенрију родила сина, Елизабетиног полубрата Едварда и умрла десетак дана после порођаја. Елизабета је на Едвардовом крштењу носила кризом (одећу за крштење) и убрзо је додата Едвардовом личном двору као његова дворјанка. Након Џејнине смрти Елизабета је добила још три маћехе, од којих је једна, такође погубљена, била Катарина Хауард, најближа рођака њене мајке. Иако више није била принцеза, не може се рећи да није живела лагодним животом. Хенри се потрудио да својим кћерима осигура годишњи приход и предност над свим женама у краљевству осим његове тренутне жене.
Елизабета је била домишљата и интелигентна девојчица које је изузетно волела учити. Као и њена мајка, била је допадљива и харизматична. Током младости стекла је врло квалитетно образовање које ју је касније учинило најобразованијом женом своје генерације и једном од најобразованијих владара 16. века. Говорила је енглески, француски, италијански, шпански, грчки и латински језик. За њено квалитетно образовање је, међу осталима, била заслужна и њена четврта маћеха, Катарина Пар. Катарина се зближила са својим пасторцима, а у њене заслуге спада и помирење Хенрија и његових кћери и враћање Елизабете и Марије у наследну линију. Сматра се да су одлуке које је Катарина доносила као регент за време Хенријевог одсуства, заједно са снажним карактером и достојанством, увелико утицале на Елизабетину владавину.

### Младост
Хенри VIII је умро 1547. године и круну је наследио Едвард VI. Како са четрнаест година није имала ниједног родитеља, нити су јој родитељи имали живе браће или сестара подобних за старатељство над њом, Елизабету је усвојила Катарина Пар. Елизабета је у овом периоду, због своје близине круни, била једна од најпожељнијих удавача у краљевству. Катаринин четврти и последњи муж, Томас Симор, ујак Елизабетиног полубрата и млађи брат његовог регента Едварда Симора, гајио је планове о венчању са Елизабетом. Томас је био љубоморан на братовљеву завидну позицију и желио је да се ожени Елизабетом чим Катарина умре, како би и сам дошао до извесне моћи. Напаствовао је петнаестогодишњу Елизабету, а када је то открила Катарина, Елизабета је послана у кућу Хетфилд. Томас се ни тада није зауставио, он је већ научио како контролисати и манипулисати краљевском породицом, а када је 1548. године Катарина умрла након порођаја, почео је у стварност проводити своје првобитне замисли да се ожени Елизабетом и тако дође до круне. За његовог брата ово је била кап која је прелила чашу — Томас је ухапшен под оптужбом да је планирао да се ожени краљевском принцезом без допуштења краља, њеног брата и за заверу против Едварда VI. Елизабета је на сва питања у вези са случајем одговарала ћутањем и на крају била ослобођена оптужби, али Симор је 1549. погубљен.
Едвард Симор је скончао на исти начин и био замењен Џоном Дадлијем, војводом од Нортхамберленда. Дадли је био протестант којем је реформација и увођење протестантизма у потпуности погодовала, те је увек преферирао протестанткињу Елизабету у односу на католикињу Марију. Дадли је охрабривао младог краља да такође фаворизује Елизабету, због чега је његов однос са Маријом био врло напет. Када је постало јасно да Едвард неће још дуго живети, Дадли је почео панично тражити начин да спречи Марију да наследи трон. Дадли, међутим, није намеравао да осигура трон Елизабети већ је за ту намену изабрао леди Џејн Греј, такође протестанткињу која је имала право на трон као праунука Хенрија VII, а коју је удао за свога сина, Гилдфорда Дадлија. Знао је да ће манипулисање шеснаестогодишњом снахом бити лакше него манипулисање интелигентном и својеглавом Елизабетом.
Едвардова опорука, на коју је Дадли утицао у великој мери, поново је искључивала Марију из наследне линије. Пошто је за званични разлог избацивања Марије из наследне линије узета њена нелегитимност, из наследне линије је морала бити избачена и Елизабета која је такође службено била незаконита. Историчари и правни стручњаци данас оспоравају правну исправност ове опоруке из више разлога, међу којима су најјачи аргументи то што је опоруку саставио тада малолетни и тешко болесни краљ, и то што је била у противности са Законом о наслеђивању донесеним у време Хенрија VIII.
Након Едвардове смрти 6. јула 1553. године, круну је, према његовој опоруци, наследила Џејн Греј. Џејн је проглашена краљицом 10. јула 1553. године. У тренутку проглашења, тада у народу много популарнија Марија, побегла је у Сафок. Ту је скупила војску од 20.000 људи и до 19. јула умарширала у Лондон и збацила Џејн Греј с трона. Елизабета је подржавала своју полусестру када је она одлучила да збаци њихову рођаку са трона, па је и сама окупила две хиљаде коњаника како би јој помогла у намери да освоји трон. Међутим, сестринска солидарност није потрајала. Елизабета се гласно противила Мериној одлуци да погуби Џејн Греј, али безуспешно — њеном вољом збачена шеснаестогодишња краљица погубљена је 12. фебруара 1554.

### Обнова католицизма
Марија је била одлучна да врати цело краљевство под окриље римског католицизма, почевши од свога двора. Свима је било наређено да присуствују миси, па Елизабета није имала избора већ да послуша краљичино наређење, иако је током целе мисе вешто глумила да се не осећа добро. Елизабета је, међутим, била упорна у практиковању властите религије једнако колико је Марија била упорна наметнути јој своју.
Против Марије је убрзо била дигнута протестантска побуна у коју је Елизабета била позивана, али није јасно је ли прихватила позив за учешће у њој. Марија јој, у сваком случају, није веровала због њене превртљивости и спремности да своја уверења прилагоди ситуацији у којој се налази, што је такође карактерисало Хенрија VII. Због опредељења за протестантизам и сумњи да је учествовала у побуни против краљице, два месеца је била затворена у торњу Тауер. Свесна у каквој се опасности налази, те да јој глава дословно зависи од Маријиног расположења, Елизабета је гласно протестовала и потврђивала своју невиност. Министар Карла V, цара Светог римског царства, упозоравао је Марију да јој трон неће бити сигуран док год је њена полусестра у животу, али чланови владе који су симпатисали Елизабету саветовали су краљицу да је у недостатку доказа поштеди. Остављање Елизабете у животу саветовао је и Филип II Шпански, Маријин муж. Марија је послушала Филипов савет и Елизабети одредила шестомесечни кућни притвор. На путу до Вудстока Елизабетину кочију пратиле су колоне жена.
Марија је често позивала сестру на двор и Елизабета је невољно пристајала, мада је жалећи се на „тешку прехладу“ настојала да одложи њој неугодно дружење са Маријом. На Маријину заповест, а Филипово инсистирање, Елизабета се на крају вратила на двор, како би неговала „трудну“ краљицу. Марија, међутим, није била трудна — то је била последња од њене две лажне трудноће, након које нико, па ни сама Марија, није веровао да ће иједно дете бити рођено из њеног брака са шпанским краљем. Елизабета је почела планирати своју владу већ у октобру 1558. године.

## Златна елизабетанска ера
Дана 17. новембра 1558. године, само једанаест дана након што је законски именовала полусестру својом наследницом, умрла је краљица Марија I и у складу са Законом о наслеђивању, Елизабета је наследила енглеску круну. Народ је славио смрт непопуларне Марије и уз весеље је прихватио Елизабетин долазак на трон. Пуна суверенска титула Елизабете I гласила је: Милошћу Божијом, краљица Енглеске, Француске и Ирске, бранитељ вере, врховни поглавар Цркве Енглеске и Цркве Ирске. Елизабета је, као и сви енглески владари почевши од Едварда III, наследила титулу француског владара, али није никада владала Краљевином Француском.
За крунисање Елизабете био је задужен Овен Оглеторп, бискуп од Карлајла. Надбискуп од Кентеберија, који је иначе задужен за крунисање монарха, умро је на исти дан као и Марија I, а надбискуп од Јорка и бискуп од Дарама, који су били изнад бискупа од Карлајла у рангу, нашли су начин да избегну крунисање протестантске краљице. Бискуп од Карлајла је био католик, а сама церемонија збуњујућа мешавина протестантских и католичких обичаја. Елизабета I је крунисана 15. јануара 1559. у својој двадесет и петој години.

### Религијски проблеми
Први проблем са којим се нова краљица морала суочити био је проблем религије, који је задавао муке Хенрију, Едварду и Марији. Елизабета, међутим, за разлику од њих није била претерано религиозна, те је њена верска политика била релативно толерантна према свим верским групама тада присутним у Енглеској и Ирској. Није сумњала у то да већина њених поданика жели да се Енглеска опет ослободи папске манипулације и шпанског утицаја. Такође је знала да је ни папа ни Католичка црква никада неће признати за закониту владарку, будући да су брак њених родитеља сматрали незаконитим од његовог самог почетка. Елизабета је зато одлучила поново да стави на снагу Акт о униформности којим је протестантизам поновно уведен као једина законита религија. Законом о врховништву Цркву је вратила под краљевску власт.
Одлуке нове монархиње наишле су на опозицију у Дому лордова, поготово код бискупа, али Елизабета је имала среће пошто су, у време доношења ових закона, места бискупа била упражњена због епидемије која је харала епископијом. Протестанти су тако били у могућности да надгласају конзервативце и бискупе, којих је недостајало десет. Све црквене службенике који се нису хтели покорити њеном закону Елизабета је смењивала и кажњавала. Елизабета је углавном избегавала употребу силе у сврху остваривања својих религијских циљева. Једном приликом је изјавила да су јој дражи одани католици него пуританци, протестантски екстремисти који су се залагали за ограничавање краљевских овлашћења.
Многи католици, посебно европски, сматрали су Елизабету јеретиком. Године 1570. папа Пије V ју је екскомуницирао, називајући је наводном краљицом Енглеске. Ова санкција, која је фактички ослобађала католике од покоравања Елизабети, постигла је само зближавање Англиканске цркве и Круне. Пије V овим потезом није нимало поправио стање католика у Енглеској, насупрот — њихов положај постао је само тежи због њихове упитне оданости краљици. Године 1571. Парламент је забранио проглашавање краљице јеретиком и довођење у питање њеног права на круну, а пошто се тај чин сматрао велеиздајом, у случају извршења носио је смртну казну. Касније је, након неколико завера против Елизабете, као велеиздаја проглашено је и преобраћење на римски католицизам, а римокатолички свештеници су били протерани из Енглеске.

### Односи са Шкотском
На спољнополитичком плану Елизабета је била у сукобу са својом ривалком, уједно кћерком њеног блиског рођака, шкотском и католичком краљицом Мери I. Њен први муж био је краљ Француске, традиционално непријатељске силе спрам Енглеске. У очима енглеских и европских католика, Мери је била законита наследница трона. Французи су за време њеног брака са Франсоаом II подржавали њено право на трон, које је држала као унука Хенријеве сестре Мери Тјуодор. Након губитка те подршке због француских унутрашњих проблема са хугенотима и смрти њеног супруга, Марија је и сама упала у проблеме са надирућим протестантизмом у Шкотској. Године 1560. Шкоти су били присиљени да са Енглезима склопе Споразум из Единбурга, према којем су француске трупе биле дужне да се повуку из Шкотске. Марија I никада није хтела да ратификује нити прихвати овај споразум.
Елизабета је увредила Марију предложивши јој Роберта Дадлија, властитог бившег просца, као могућег мужа. Неискусна Марија је затим починила још једну у низу грешака које су је одвеле у пропаст: склопила је брак са својим рођаком, Хенријем Стјуартом, који је и сам држао право на енглески трон. Марија се Хенрија убрзо заситила, те се одлучила ослободити његових прохтева. Хенри је убијен под сумњивим околностима, од стране групе коју је предводио Џејмс Хепберн. Марија се недуго након након Хенријеве смрти преудала, за четвртог супруга изабравши управо Хепберна. Сама Елизабета је писмима кудила своју рођаку због ове одлуке.
Суочена са протестантском побуном, Марија је 19. маја 1568. године била присиљена да побегне у Енглеску, где се надала гостопримству рођаке. Шкотски лордови натерали су је на абдикацију у корист свог једногодишњег сина Џејмса. Елизабета је инстинктивно прво пожељела помоћи Марији да поврати трон, али је одустала од тих намера након консултација са парламентом. Уместо да је врате у Шкотску или Француску, обе католичке и непријатељске државе Енглеске, Елизабета је одлучила играти на сигурну карту — ухапсила је Марију кратко након што је она прешла границу њеног краљевства.
За време свог затвореништва у Енглеској Марија је премештана по разним замковима, те је једно време одседала само седамдесет километара далеко од Елизабете, али то је највише што јој се икада приближила — Марија и Елизабета се нису никада среле.
Након неслагања око питања треба ли Марији судити за убиство Хенрија Стјуарта, одлучено је да ће бити спроведено само испитивање. Оно је одржавано од октобра 1568. до јануара 1569. године. На испитивање јесу утицале политичке погодности, али Елизабета није желела да осуди Марију због убиства. Испитивање се базирало на Маријиним личним документима пронађеним у Единбургу, између осталог укључујући групу од осам писама од Марије упућених Хепберну, за која се данас верује да су лажна.
Године 1570. Шарл IX је преговарао са Елизабетом и покушао да је увери да помогне Марији да врати шкотску круну. Као предуслов Елизабета је тражила да Марија ратификује Споразум из Единбурга, којим би Елизабету признала за закониту енглеску краљицу и одрекла се својих захтева за троном. Марија је то опет одбила, али су преговори настављени. Завера чији је циљ било уједињење Марије и Томаса Хауарда, 4. војводе од Норфока, у брачну унију, натерала је Елизабету да прекине преговоре са Шарлом IX, а парламент је 1572. године изгласао закон којим се Марији одузима право на трон. Елизабета је отишла до те мере да је 1584. године затражила да се потпише документ који би спречио свакога да профитира од њеног убиства. Иако тај документ није никада озакоњен, потписале су га стотине људи, укључујући и саму Марију.
Марија је временом постајала терет који Елизабета није могла нити хтела да подноси. Током година умешала се у неколико завера са циљем убиства Елизабете, дизања католичког устанка и преузимања енглеске круне уз помоћ Француске и Шпаније. Након деветнаест година затвора, Марија је, због претпостављеног учествовања у Бабингтоновој завери чији је циљ био збацивање Елизабете, осуђена за велеиздају и 8. фебруара 1587. погубљена нестручним одрубљивањем главе.

### Ратови и прекоморска трговина
Елизабетина спољна политика је углавном била дефанзивна. Изузетак је била енглеска окупација Авра од октобра 1562. до јуна 1563. године, која се завршила неуспехом када су се Елизабетини савезници хугеноти придружили католицима у циљу да поново заузму луку. Елизабетина намера је била да замени Хавр за Кале, који је освојила Француска у јануару 1558. Само кроз активности својих флота Елизабета је водила агресивну политику. То се исплатило у рату против Шпаније, од чега је 80% вођено на мору. Она је именовала Френсиса Дрејка за витеза након његовог обиласка света од 1577. до 1580. године, а он је стекао славу због својих напада на шпанске луке и флоте. Елемент пиратерије и самобогаћења водио је елизабетанске морепловце, над којима је краљица имала мало контроле.

### Унутрашње побуне
Године 1569. Елизабета се суочила са католичком побуном у Ирској, коју је подстакао и папа. Побуњеници су желели Ирску учинити базом која би Шпанцима пружила потпору у нападу на Енглеску. Побуну је успешно савладала и упркос њој није започела прогањања католика, већ је и даље наставила са толерантном политиком, иако није презала од употребе силе када је то било потребно. Наредила је да се према Ирцима, „том непристојном и варварском народу“, односи на исти начин као и према Енглезима.
Енглески бродови су током 1569. долазили у сукоб са шпанским бродовима, при чему је било губитака на обе стране. Супруг покојне краљице Марије I, шпански краљ Филип II и Елизабетин зет који ју је био својевремено спасио из затвора, покренуо је 1567. војну кампању како би сузбио протестантску побуну у Холандији. Из тих разлога није био у могућности да одмах крене у рат против Енглеске. За тај подухват се припремао тако што је унутар Енглеске организовао заверу против Елизабете, која је на време откривена и неправедно приписана Марији I Шкотској.

### Сукоб са Шпанијом
Филип II планирао је 1587. године извршити инвазију на Енглеску, али га је Елизабетин велики поморски заповедник, Френсис Дрејк, спречио у томе, спаливши му део флоте код Кадиза. Као званичан разлог за инвазију узео је папину булу која је Елизабету проглашавала јеретиком и смрт католикиње Марије Стјуарт. Филип није подносио енглеске гусаре који су пљачкали његове бродове приликом њиховог повратка из Америке, а Елизабета је одобравала гусарство. Чак је свог главног гусара, Френсиса Дрејка, прогласила витезом 1581. године. Оно што је недостајало енглеској морнарици био је новац који Елизабета није радо давала.
У јулу 1587. Филип II је добио званичну дозволу папе да изврши инвазију на Енглеску и врати је римском католицизму, те да сам изабере новог енглеског монарха.
Армада је у почетку имала веома искусног команданта, 1. маркиза од Санта Круза, али он је умро у фебруару 1588. године, тако да је војвода од Медине Сидоније заузео његово место. Флота је кренула са 22 ратна брода Шпанске краљевске морнарице и 108 трговачких бродова адаптираних за борбу. Намера је била да се пређе Ламанш, да се укотви у Фландрији где је војвода од Парме чекао спреман за инвазију на југоисточну Енглеску.
Армада је постигла свој први циљ и укотвила се у Северном мору недалеко од Гравелена, на морској граници између Француске и Шпанске Низоземске. Док су чекали на успостављање комуникације са војском војводе од Парме, енглески ратни бродови су осули паљбу по шпанским бродовима, натерали их да дигну сидра и напусте место састанка са војводом од Парме. Армада је успела да се регрупише и повуче на север, док су је прогонили енглески бродови. Повратак у Шпанију је такође био погубан — снажне олује су флоту скренуле са курса и више од 24 брода је настрадало на северној и западној обали Ирске, док су преживели нашли уточиште у Шкотској. Флота је изгубила око педесет пловила од почетних 22 галије и 108 наоружаних трговачких бродова.
Неупозната са овим поразом Шпанаца, енглеска војска је у неизвесности чекала на обалама Тилберија. Елизабета је ту одржала један од њених најутицајнијих говора, у којем је, између осталог, рекла да "зна да има тијело слабашне жене, али и срце и стомак краља, и то енглеског краља", али да ће сама предводити војску на ратном пољу уколико Парма или Шпанија, или било који европски принц, одлучи напасти границе њенога краљевства. Победа над "Непобедивом армадом" је Елизабети донијела велику популарност и славу у народу. Церемонија којом је она прослављена парирала је самом Елизабетином крунисању.

### Низоземска
Након окупације и губитка Хавра 1562–1563, Елизабета је избегавала војне експедиције на континенту све до 1585. године, када је послала енглеску војску да помогне протестантским холандским побуњеницима против Филипа II. Ово је уследило након смрти краљичиних савезника Вилијама Тихе, принца од Оранског и војводе од Анжуја 1584, и предаје низа холандских градова Александру Фарнезеу, војводи од Парме, Филиповом гувернеру Шпанске Холандије. У децембру 1584. савез између Филипа II и Француске католичке лиге у Жоинвилу поткопао је способност Анжујевог брата, Хенрија III од Француске, да се супротстави шпанској доминацији у Холандији. Такође је проширио шпански утицај дуж француске обале канала, где је Католичка лига била јака, и изложила Енглеску инвазији. Опсада Антверпена у лето 1585. од стране војводе од Парме захтевала је реакцију од стране Енглеза и Холанђана. Исход је био уговор из августа 1585, у којем је Елизабета обећала војну подршку Холанђанима. Уговор је означио почетак Англо-шпанског рата, који је трајао све до Лондонског уговора 1604.
Експедицију је предводио Елизабетин бивши просац, гроф од Лестера. Елизабет од самог почетка није подржала овакав начин деловања. Њена стратегија, да подржи Холанђане на површини са енглеском војском, док је започињала тајне мировне преговоре са Шпанијом у року од неколико дана од Лестеровог доласка у Холандију, је нужно морала да буде у супротности са Лестеровом, који је успоставио протекторат и био од Холанђана очекују да ће водити активну кампању. Елизабета је, с друге стране, желела да „по сваку цену избегне било какву одлучну акцију са непријатељем“. Разбеснео је Елизабету прихватањем функције генералног гувернера од стране холандских Генералних држава. Елизабета је ово видела као холандски трик да је натера да прихвати суверенитет над Холандијом, што је до сада увек одбијала.
Елизабетина „заповест” је била да њен изасланик јавно чита њена писма неодобравања пред Холандским државним саветом, при чему је Лестер морао да стоји у близини. Ово јавно понижење њеног „генерала-потпуковника” у комбинацији са њеним непрекидним преговорима о сепаратном миру са Шпанијом  неповратно је поткопала позицију Лестера међу Холанђанима. Војна кампања је била озбиљно отежана Елизабетиним узастопним одбијањем да пошаље обећана средства за своје гладне војнике. Њена неспремност да се посвети циљу, Лестерови сопствени недостаци као политичког и војног вође, и фракцијска и хаотична ситуација холандске политике довели су до неуспеха кампање. Лестер је коначно поднео оставку на командном месту у децембру 1587.

### Француска
Када је француска круна дошла у руке протестанта, Анрија IV, коме су право на круну оспоравали папа и Филип II, Елизабета је пристала послати му војну подршку. Увођење протестантизма као званичне вере Француза значило би јачање положаја енглеских протестаната, али ни Елизабета ни њени команданти нису се значајније потрудили помоћи Анрију IV — њихове кампање у Француској биле су слабо организоване и неефикасне, а сама Елизабета је оклевала послати појачање у Француску и осигурати потрепштине за све сличне експедиције.
Упркос њеном уплитању у војна питања и контроли коју је остваривала над својим командантима док су ови били унутар граница њеног краљевства, те исте војсковође који су задобили Елизабетино повјерење често су је држали неинформисаном и она је углавном била потпуно неупозната са ситуацијом на ратиштима ван Енглеске. У јулу, Елизабета је послала још једну војску под вођством Роберта Девереука, 2. грофа од Есекса, да помогне Хенрију IV у опсади Руана. Резултат је био једнако тужан. Есекс није постигао ништа и вратио се кући јануара 1592. Хенри је напустио опсаду у априлу. Као и обично, Елизабета није имала контролу над својим командантима када су били у иностранству. „Где је он, или шта ради, или шта треба да ради“, написала је о Есексу, „ми смо у мраку“.

### Ирска
Иако је Ирска била једно од њена два краљевства, Елизабета се суочила са непријатељским, и делимично практично аутономним, ирским становништвом које се придржавало католицизма и било спремно да пркоси њеном ауторитету и завери са њеним непријатељима. Њена политика у Ирској била је да додели земљу својим дворјанима и спречи побуњенике да дају Шпанији базу из које ће напасти Енглеску. Током низа устанака, крунске снаге су спроводиле тактику спаљене земље, спаљивали су земљу и убијали су мушкарце, жене и децу. Током побуне у Минстеру коју је предводио Џералд Фицџералд 1582. године, око 30.000 Ираца је умрло од глади. Песник и колониста Едмунд Спенсер написао је да су жртве „доведене до такве беде да би свако камено срце жалило исто”. Елизабета је саветовала своје команданте да се према Ирцима, „тој грубој и варварској нацији“, добро поступа, али она или њени команданти нису показивали кајање када су сила и крвопролиће служили њиховој ауторитарној сврси.
Између 1594. и 1603. године, Елизабета се суочила са најтежим тестом у Ирској, током Деветогодишњег рата, побуне која се догодила на врхунцу непријатељстава са Шпанијом, која је подржавала вођу побуњеника Хјуа О'Нила. У пролеће 1599, Елизабета је послала Роберта Девереука, да угуши побуну. На њену фрустрацију, он је мало напредовао и вратио се у Енглеску пркосећи њеним наређењима. Заменио га је Чарлс Блаунт, коме је требало три године да победи побуњенике. О'Нил се коначно предао 1603. године, неколико дана након Елизабетине смрти. Убрзо након тога, потписан је мировни споразум између Енглеске и Шпаније.

### Русија
Елизабета је наставила да одржава дипломатске односе са руским царством које је првобитно успоставио њен полубрат Едвард VI. Често је писала цару Ивану Грозном, са којим је била у пријатељским односима, иако је цара често нервирала њена усредсређеност на трговину, уместо на могућност војног савеза. Иван ју је чак једном запросио, а током своје касније владавине, затражио је гаранцију да ће добити азил у Енглеској ако би његова владавина била угрожена. Енглески трговац и истраживач Ентони Џенкинсон, постао је краљичин специјални амбасадор на двору цара Ивана.
Након његове смрти 1584. године, Ивана је наследио син Фјодор I Звонар. За разлику од свог оца, Фјодор није одржавао ексклузивна трговачка права са Енглеском. Своје краљевство је прогласио отвореним за све странце и отпустио енглеског амбасадора Џероума Боуза. Елизабета је послала новог амбасадора, др Џајлса Флечера, да захтева од регента Бориса Годунова да убеди цара да промени мишљење. Преговори су пропали, јер се Флечер обратио Феодору а да је две од његових бројних титула изоставио. Елизабета је наставила да апелује на Феодора у пола привлачним, напола прекорним писмима. Предложила је савез, нешто што је одбила да учини када га је понудио Феодоров отац, али је одбијена.

### Муслиманске земље
Трговински и дипломатски односи развили су се између Енглеске и берберских држава за време њене владавине. Енглеска је успоставила трговинске односе са Мароком, што је било и усмерено против Шпанијом, продајући оклопе, муницију, дрво и метал у замену за марокански шећер, упркос папској забрани. Године 1600. Абд ел-Уахед бен Месауд, главни секретар мароканског владара Мулаја Ахмада ал-Мансура, посетио је Енглеску као амбасадор на енглеском двору, да би преговарао о англо-мароканском савезу против Шпаније. Елизабет је „пристала да прода залихе муниције Мароку, а она и Мулаи Ахмад ел-Мансур су непрестано разговарали о покретању заједничке операције против Шпанаца“. Дискусије су, међутим, остале неуверљиве, а оба владара су умрла у року од две године од амбасаде.
Дипломатски односи су успостављени и са Отоманским царством издавањем компаније Левант и слањем првог енглеског амбасадора у Високу Порту, Вилијема Харборна 1578. Први пут је трговачки уговор потписан 1580. године Бројни изасланици су послани у оба правца и дошло је до епистоларне размене између Елизабете и султана Мурата III. У једној преписци, Мурад је заступао идеју да протестантизам и ислам имају „много више заједничког него било ко други са римокатолицизмом, пошто су обе религије одбациле обожавање идола“, и залагао се за савез између Енглеске и Отоманског царства. На запрепашћење католичке Европе, Енглеска је извозила калај и олово (за ливење топова) и муницију у Отоманско царство, а Елизабета је озбиљно разговарала о заједничким војним операцијама са Мурадом током избијања рата са Шпанијом 1585, док је Франсис Волсингем лобирао за директно отоманско војно учешће против заједничког шпанског непријатеља.

### Америка
1583. Хамфри Гилберт је отпловио на запад да би основао колонију у Њуфаундленду. Никад се није вратио у Енглеску. Гилбертов полубрат Волтер Роли истражио је обалу Атлантика и преузео територију Вирџиније, можда названу у част Елизабете, Краљице дјевице. Ова територија је била много већа од данашње државе Вирџиније, која се протезала од Нове Енглеске до Каролине. Током 1585 Роли се вратио у Вирџинију са малом групом људи. Искрцали су се на острво Роаноук, у близини данашње Северне Каролине. Након неуспеха прве колоније, Рели је регрутовао другу групу и за команду поставио Џона Вајта . Када се Роли вратио 1590. године, није било трага о колонији Роаноук коју је оставио, али је то било прво енглеско насеље у Северној Америци.

### Британска источноиндијска компанија
Источноиндијска компанија је основана за трговину у региону Индијског океана и Кини, а своју повељу је добила од краљице Елизабете 31. децембра 1600. На период од 15 година, компанија је добила монопол на енглеску трговину са свим земљама источно од Рта добре наде и западно од Магелановог мореуза. Џејмс Ланкастер је командовао првом експедицијом 1601. Компанија је на крају контролисала половину светске трговине и значајну територију Индије у 18. и 19. веку.

### Питање брака и наследника
Разлози због којих је Елизабета одлучила остати уседелица и данас су непознати, а нагађања о њима одувек су била занимљива романтичарима. Неки мисле да ју је Томас Симор, четврти муж Катарине Пар и човек у чијој је кући живела као млада девојка, својим напаствовањем одвратио од сексуалних односа. Други сматрају да је Елизабета знала да је и она, баш као и њена сестра, неплодна. Иако је је можда могла родити себи наследника, највероватнији разлог због којег је редом одбијала све просце био је страх да би њен муж могао пољуљати њен статус владарке, као што се десило Марији I Шкотској, и преотети јој моћ.
Недуго након смрти Марије I Тјудор, њен удовац, шпански краљ Филип II, желио је да се ожени Елизабетом и тако задржи титулу енглеског краља, која му је била загарантована само за време Маријиног живота. Овај план је био одмах осуђен на пропаст, не само због Елизабетине невољности да се одрекне протестантизма, већ и из истог разлога из којег је ваљаност брака између Хенрија VIII и Катарине Арагонске била упитна — црквени закони спречавали су особу да склопи брак са мужевим братом или женином сестром, што је био случај са Филипом и Елизабетом.
Без обзира на невољност да се уда, Елизабета је тајно флертовала са својим младим саветницима, поготово ожењеним Робертом Дадлијем. Дадли је био њен пријатељ из детињства, а када се између њих почела јављати романса 1559. године Дадли је већ био ожењен. Двором су се ширили гласине да тада двадесетпетогодишња краљица спава са Дадлијем. Вилијам Сесил, Елизабетин најутицајнији саветник, јасно је изјавио да не подржава везу. Велики скандал избио је када је Дадлијева супруга, Ејми Робсарт, пронађена мртва под сумњивим околностима 1560. године. Данас се сматра да је умрла од рака дојке, али у тренутку њене смрти мислило се да ју је убио Дадли како би се оженио краљицом. Током неколико месеци Елизабета је озбиљно размишљала о удаји за Дадлија, али је на крају ту помисао оставила по страни. Дадлију је дала титулу грофа од Лестера, а њихов однос се временом вратио на ниво снажног и трајног пријатељства. Дадли је умро 1588. године, а након Елизабетине смрти петнаест година касније, код ње је нађена његова порука означена као његово последње писмо.
Елизабета јесте озбиљно разматрала брачне понуде неких мушкараца, али је свој могући брак сматрала дужношћу, а не радошћу. Још пре доласка на трон, за време сестрине владавине, савојском војводи је преко рођака послала поруку о својој заинтересованости за њега, али није добила одговор. Најближе што се приближила удаји била је понуда Франсоа, војводе од Анжуја, сина Анрија II, али ову понуду је 47-годишња краљица одбацила након три месеца удварања. На притиске парламента да се уда одговарала је како ће радије „бити неудата просјакиња, него удата краљица“. Када се Елизабета 1562. године разболела од богиња, парламент је прихватио чињеницу да ће њихова краљица умрети неудата, па су је молили да бар именује наследника. Елизабета је и то одбила да уради, плашећи се да би изабрани наследник могао угрозити њено право на трон. Због ових пропуста је у одређеним тренуцима сматрана и неодговорном.
Елизабета је као уседелица створила својеврстан култ девичанства. У поезији и ликовној уметности приказивана је као богиња чешће него као обична жена. Носила је перике и тешку шминку. У то доба метафора, Елизабета је често говорила како је „удата за своје краљевство“, те у јавним говорима своје поданике спомињала као „своје мужеве“.
Док је она одгађала своју удају, парламент и остатак краљевства су нагађали ко ће бити њен могући наследник. Постојале су две могуће линије наслеђивања, и то према две сестре краља Хенрија VIII, млађој — Марији, и старијој — Маргарети. По млађој сестри линија је водила према Катарини Греј, сестри збачене и погубљене краљице, Џејн Греј. Катарина је умрла недуго након што је предложена за наследницу. Друга је линија водила према Стјуартима, потомцима старије Хенријеве сестре. Маргарета је била баба шкотске краљице, Марије I, која је погубљена Елизабетином одлуком. Маријин син, Џејмс VI и Елизабетино кумче, је тако остао последњи у наследној линији.

## Последње године владавине и смрт
Последње године Елизабетине владавине обележене су славним уметницима Кристофером Марлоуом, Вилијамом Шекспиром и Беном Џонсоном, освајањем и колонизацијом Северне Америке и јачањем енглеске поморске флоте, а тиме и великим размахом трговине. Елизабета је 1600. основала Британску источноиндијску компанију, а њена толерантна и просвећена политика довела је до процвата филозофије и науке.
Како је Елизабета старила, њен имиџ се постепено мењао. Приказана је као Белфиба или Астреја, а после Армаде као Глоријана, вечно млада Вила краљица из песме Едмунда Спенсера. Елизабет је Едмунду Спенсеру дала пензију; што је било атипично за њено понашање, што указује да јој се допао његов рад. Њени сликани портрети постали су мање реалистични, а више скуп загонетних приказа због којих је изгледала много млађе него што је била. У ствари, њена кожа је 1562. године имала ожиљке од малих богиња, због чега је била полућелава и њен имиџ је био зависан од ношења перике и употребе козметичких средстава. Њена љубав према слаткишима и страх од зубара допринели су тешком каријесу и губитку зуба у толикој мери да су страни амбасадори тешко разумели њен говор. Андре Хураулт де Маиссе, изванредни амбасадор Хенрија IV од Француске, пријавио је аудијенцију код краљице, током које је приметио да су јој „зуби веома жути и неједнаки ... а на левој страни мање него на десној. Многи од њих недостају, тако да се не може лако разумети када брзо говори." Ипак, додао је, „њена фигура је лепа, висока и грациозна у свему што ради; толико да она чува своје достојанство, а ипак понизно и љубазно." Волтер Рели ју је назвао „дамом коју је време изненадило“.
Што је Елизабетина лепота више бледела, дворјани су је више хвалили. Елизабета је била вољна да игра улогу и да прихвата ласкаве комплименте, али је могуће да је у последњој деценији свог живота почела да верује у своју глуму. Постала је наклоњена и попустљива према шармантном, али раздражљивом младом грофу од Есекса, који је био Лестеров посинак и дозволио је себи слободе у понашању, због чега му је опростила. У више наврата га је постављала на војне положаје упркос његовој све већој неодговорности. Након што је Есекс напустио своју команду у Ирској 1599. године, Елизабета га је ставила у кућни притвор, а следеће године га је лишила монопола. У фебруару 1601. Есекс је покушао да подигне побуну у Лондону. Намеравао је да зграби краљицу, али мало ко је прибрао његову подршку, па му је 25. фебруара одсечена глава. Елизабет је знала да су њене погрешне процене делом криве за овакав развој догађаја. Један посматрач је 1602. написао: „Одушевљава је да седи у мраку, а понекад и са сузама оплакује Есекс.
Сама Елизабета била је обузета меланхолијом, постала је цинична и потпуно се осамила. Здравље јој је било задовољавајуће све до јесени 1602. године, када пада у депресију због наглих смрти ближих пријатеља. Туга узрокована губитком пријатеља досегла је свој врхунац у фебруару, када јој умире рођака и врло блиска пријатељица, грофица Катарина Кери. Повукла се у палату Ричмонд где је провела своје последње дане. Шездесетдеветогодишња краљица умрла је у раним јутарњим сатима, између два и три сата након поноћи, дана 24. марта 1603. године, након 44 године на трону. Њени министри почели су се припремати да Џејмса VI Стјуарта прогласе краљем Енглеске. Док се кочија са Елизабетиним телом возила кроз Лондон према Вестминстерској опатији, где је Елизабета сахрањена 28. априла, људи су, према опису Џона Стоуа, са неверицом излазили на улице и прозоре посматрати краљицу на њеном посљедњем путовању. Елизабета I сахрањена је у Вестминстерској опатији. На гробу који дели са својом сестром, Маријом I, записано је на латинском: „Заједно на трону и у гробу, овдје лежимо ми, двије сестре, Елизабета и Марија, надајући се ускрснућу.“
Проглашењем Џејмса VI за енглеског краља Џејмса I, са историјске и династичке сцене у Енглеској сишла је династија Тјудор, а енглески престо заузели су чланови династије Стјуарт.

## Наслеђе
Крај рата са Шпанијом и смањење пореза навели су неке људе на лагано олакшање у тренутку Елизабетине смрти. Већина ће, међутим, већ двадесет година након њене смрти осетити носталгију за златном елизабетанском ером — владавину Џејмса I обележавала је корумпираност двора и поклањање пажње дворским аферама и интригама, на штету државних послова. Док је Елизабета сматрана хероином од стране протестаната, исти су Џејмса, чији су родитељи били католици и који је увек симпатисао католике, гледали са великим неповерењем. Елизабетина владавина сматрана је идеалом сарадње између парламента, Цркве и саме Круне.
Слика коју су почетком 17. века сачинили њени протестантски симпатизери показала се трајним и утицајним описом Елизабете. Сећање на Елизабету оживљавано је за време Наполеонових ратова, када се нација опет нашла на рубу инвазије, у истој ситуацији коју је вековима пре проузроковала Марија I удавши се за шпанског краља, а разрешила Елизабета. На успешност Елизабетине идеологије подсећано је и током викторијанске ере, као део пропагирања британског империјализма који је развила краљица Викторија. Средином 20. века Елизабета је постала романтичарски симбол отпора страним силама. Папа Сикст V о Елизабети је рекао: „Она је само жена, само господарица половине острва, а опет себе чини страхом Шпаније, Француске, Царства, свију.“ Вирџинија, енглеска колонија у Северној Америци и касније чланица Сједињених Држава, је названа у част Елизабете I.
Данашњи историчари међутим, Елизабету гледају у нешто комплекснијем свјетлу. Иако прослављена победом над Филиповом Непобедивом армадом, Елизабетина војска претрпела је неке озбиљне поразе на копну, у шта спада губитак последњег копненог комадића енглеске територије. Критичари се осврћу и на Елизабетину неповерљивост при војном и финансијском помагању протестантских земаља на континенту, у циљу одбране њене вере од Хабзбурговаца. Иако слављена као хероина протестантских народа, сама Елизабета се није никада одрекла свих католичких обичаја. Елизабета је чврсто веровала да је вера људи њихова приватна ствар и није желела, како је то Френсис Бејкон цитирао, да „гради прозоре у људска срца и њихове тајне“.
Елизабета I је била први Тјудор који је признао да монарх влада уз сагласност народа, те је увек блиско сарађивала са парламентом и поверљивим саветницима, што је био стил владања који су њени наследници пропустили пратити.

## Породично стабло
|  |                                             |  |  |  |  |  |  |  |  |  |  |  |  |  |  |  |
|  | 16. Овен Тјудор                             |  |  |  |  |  |  |  |  |  |  |  |  |  |  |  |
|  |                                             |  |  |  |  |  |  |  |  |  |  |  |  |  |  |  |
|  |                                             |  |  |  |  |  |  |  |  |  |  |  |  |  |  |  |
|  | 8. Едмунд Тјудор                            |  |  |  |  |  |  |  |  |  |  |  |  |  |  |  |
|  |                                             |  |  |  |  |  |  |  |  |  |  |  |  |  |  |  |
|  |                                             |  |  |  |  |  |  |  |  |  |  |  |  |  |  |  |
|  | 17. Катарина Валоа                          |  |  |  |  |  |  |  |  |  |  |  |  |  |  |  |
|  |                                             |  |  |  |  |  |  |  |  |  |  |  |  |  |  |  |
|  |                                             |  |  |  |  |  |  |  |  |  |  |  |  |  |  |  |
|  | 4. Хенри VII Тјудор                         |  |  |  |  |  |  |  |  |  |  |  |  |  |  |  |
|  |                                             |  |  |  |  |  |  |  |  |  |  |  |  |  |  |  |
|  |                                             |  |  |  |  |  |  |  |  |  |  |  |  |  |  |  |
|  | 18. Џон Бофорт, 1. војвода од Самерсета     |  |  |  |  |  |  |  |  |  |  |  |  |  |  |  |
|  |                                             |  |  |  |  |  |  |  |  |  |  |  |  |  |  |  |
|  |                                             |  |  |  |  |  |  |  |  |  |  |  |  |  |  |  |
|  | 9. Маргарет Бофорт                          |  |  |  |  |  |  |  |  |  |  |  |  |  |  |  |
|  |                                             |  |  |  |  |  |  |  |  |  |  |  |  |  |  |  |
|  |                                             |  |  |  |  |  |  |  |  |  |  |  |  |  |  |  |
|  | 19. Маргарет Бошан од Блетса                |  |  |  |  |  |  |  |  |  |  |  |  |  |  |  |
|  |                                             |  |  |  |  |  |  |  |  |  |  |  |  |  |  |  |
|  |                                             |  |  |  |  |  |  |  |  |  |  |  |  |  |  |  |
|  | 2. Хенри VIII Тјудор                        |  |  |  |  |  |  |  |  |  |  |  |  |  |  |  |
|  |                                             |  |  |  |  |  |  |  |  |  |  |  |  |  |  |  |
|  |                                             |  |  |  |  |  |  |  |  |  |  |  |  |  |  |  |
|  | 20. Ричард Плантагенет, 3. војвода од Јорка |  |  |  |  |  |  |  |  |  |  |  |  |  |  |  |
|  |                                             |  |  |  |  |  |  |  |  |  |  |  |  |  |  |  |
|  |                                             |  |  |  |  |  |  |  |  |  |  |  |  |  |  |  |
|  | 10. Едвард IV Јорк                          |  |  |  |  |  |  |  |  |  |  |  |  |  |  |  |
|  |                                             |  |  |  |  |  |  |  |  |  |  |  |  |  |  |  |
|  |                                             |  |  |  |  |  |  |  |  |  |  |  |  |  |  |  |
|  | 21. Сесили Невил                            |  |  |  |  |  |  |  |  |  |  |  |  |  |  |  |
|  |                                             |  |  |  |  |  |  |  |  |  |  |  |  |  |  |  |
|  |                                             |  |  |  |  |  |  |  |  |  |  |  |  |  |  |  |
|  | 5. Елизабета од Јорка                       |  |  |  |  |  |  |  |  |  |  |  |  |  |  |  |
|  |                                             |  |  |  |  |  |  |  |  |  |  |  |  |  |  |  |
|  |                                             |  |  |  |  |  |  |  |  |  |  |  |  |  |  |  |
|  | 22. Ричард Вудвил                           |  |  |  |  |  |  |  |  |  |  |  |  |  |  |  |
|  |                                             |  |  |  |  |  |  |  |  |  |  |  |  |  |  |  |
|  |                                             |  |  |  |  |  |  |  |  |  |  |  |  |  |  |  |
|  | 11. Елизабета Вудвил                        |  |  |  |  |  |  |  |  |  |  |  |  |  |  |  |
|  |                                             |  |  |  |  |  |  |  |  |  |  |  |  |  |  |  |
|  |                                             |  |  |  |  |  |  |  |  |  |  |  |  |  |  |  |
|  | 23. Жакота Луксембуршка                     |  |  |  |  |  |  |  |  |  |  |  |  |  |  |  |
|  |                                             |  |  |  |  |  |  |  |  |  |  |  |  |  |  |  |
|  |                                             |  |  |  |  |  |  |  |  |  |  |  |  |  |  |  |
|  | 1. Елизабета I Тјудор                       |  |  |  |  |  |  |  |  |  |  |  |  |  |  |  |
|  |                                             |  |  |  |  |  |  |  |  |  |  |  |  |  |  |  |
|  |                                             |  |  |  |  |  |  |  |  |  |  |  |  |  |  |  |
|  | 24. Geoffrey Boleyn                         |  |  |  |  |  |  |  |  |  |  |  |  |  |  |  |
|  |                                             |  |  |  |  |  |  |  |  |  |  |  |  |  |  |  |
|  |                                             |  |  |  |  |  |  |  |  |  |  |  |  |  |  |  |
|  | 12. William Boleyn                          |  |  |  |  |  |  |  |  |  |  |  |  |  |  |  |
|  |                                             |  |  |  |  |  |  |  |  |  |  |  |  |  |  |  |
|  |                                             |  |  |  |  |  |  |  |  |  |  |  |  |  |  |  |
|  | 25. Anne Hoo                                |  |  |  |  |  |  |  |  |  |  |  |  |  |  |  |
|  |                                             |  |  |  |  |  |  |  |  |  |  |  |  |  |  |  |
|  |                                             |  |  |  |  |  |  |  |  |  |  |  |  |  |  |  |
|  | 6. Томас Болен                              |  |  |  |  |  |  |  |  |  |  |  |  |  |  |  |
|  |                                             |  |  |  |  |  |  |  |  |  |  |  |  |  |  |  |
|  |                                             |  |  |  |  |  |  |  |  |  |  |  |  |  |  |  |
|  | 26. Thomas Butler, 7th Earl of Ormonde      |  |  |  |  |  |  |  |  |  |  |  |  |  |  |  |
|  |                                             |  |  |  |  |  |  |  |  |  |  |  |  |  |  |  |
|  |                                             |  |  |  |  |  |  |  |  |  |  |  |  |  |  |  |
|  | 13. Margaret Butler                         |  |  |  |  |  |  |  |  |  |  |  |  |  |  |  |
|  |                                             |  |  |  |  |  |  |  |  |  |  |  |  |  |  |  |
|  |                                             |  |  |  |  |  |  |  |  |  |  |  |  |  |  |  |
|  | 27. Anne Hankford                           |  |  |  |  |  |  |  |  |  |  |  |  |  |  |  |
|  |                                             |  |  |  |  |  |  |  |  |  |  |  |  |  |  |  |
|  |                                             |  |  |  |  |  |  |  |  |  |  |  |  |  |  |  |
|  | 3. Ана Болен                                |  |  |  |  |  |  |  |  |  |  |  |  |  |  |  |
|  |                                             |  |  |  |  |  |  |  |  |  |  |  |  |  |  |  |
|  |                                             |  |  |  |  |  |  |  |  |  |  |  |  |  |  |  |
|  | 28. Џон Хауард, 1. војвода од Норфока       |  |  |  |  |  |  |  |  |  |  |  |  |  |  |  |
|  |                                             |  |  |  |  |  |  |  |  |  |  |  |  |  |  |  |
|  |                                             |  |  |  |  |  |  |  |  |  |  |  |  |  |  |  |
|  | 14. Томас Хауард, 2. војвода од Норфока     |  |  |  |  |  |  |  |  |  |  |  |  |  |  |  |
|  |                                             |  |  |  |  |  |  |  |  |  |  |  |  |  |  |  |
|  |                                             |  |  |  |  |  |  |  |  |  |  |  |  |  |  |  |
|  | 29. Catherine Moleyns                       |  |  |  |  |  |  |  |  |  |  |  |  |  |  |  |
|  |                                             |  |  |  |  |  |  |  |  |  |  |  |  |  |  |  |
|  |                                             |  |  |  |  |  |  |  |  |  |  |  |  |  |  |  |
|  | 7. Елизабета Хауард                         |  |  |  |  |  |  |  |  |  |  |  |  |  |  |  |
|  |                                             |  |  |  |  |  |  |  |  |  |  |  |  |  |  |  |
|  |                                             |  |  |  |  |  |  |  |  |  |  |  |  |  |  |  |
|  | 30. Frederick Tilney                        |  |  |  |  |  |  |  |  |  |  |  |  |  |  |  |
|  |                                             |  |  |  |  |  |  |  |  |  |  |  |  |  |  |  |
|  |                                             |  |  |  |  |  |  |  |  |  |  |  |  |  |  |  |
|  | 15. Elizabeth Tilney                        |  |  |  |  |  |  |  |  |  |  |  |  |  |  |  |
|  |                                             |  |  |  |  |  |  |  |  |  |  |  |  |  |  |  |
|  |                                             |  |  |  |  |  |  |  |  |  |  |  |  |  |  |  |
|  | 31. Elizabeth Cheney                        |  |  |  |  |  |  |  |  |  |  |  |  |  |  |  |
|  |                                             |  |  |  |  |  |  |  |  |  |  |  |  |  |  |  |
|  |                                             |  |  |  |  |  |  |  |  |  |  |  |  |  |  |  |